# Фикоэритроцианин
Фикоэритроциани́н — вид фикобилипротеинов, фуксиновый хромопротеин, участвующий в фотосинтезе у некоторых цианобактерий. Он состоит из альфа- и бета-цепей, которые обычно объединены в шестиугольник. Альфа-фикоэритроцианин содержит фиковиолобилин, фиолетовый билин, который совалентно связан с Cys-84, а бета-фикоэритроцианин содержит два фикоцианобилина, голубых билина, ковалентно связанных с Cys-84 и Cys-155 соответственно. Фикоэритроцианин схож с фикоцианином, важным компонентом светособирающего комплекса (фикобилисомы) цианобактерий и красных водорослей.
В фикоцианине c белком связан только фикоцианобилин, что даёт максимум поглощения в районе 620 нм, в Фикоэритроцианине же содержатся и фикоцианобилин, и фиковиолобилин, что приводит к максимуму поглощения около 575 нм. Поскольку в обоих пигментах фикоцианобилин является терминальным приёмником энергии, их максимум флюоресценции — 635 нм, а эту частоту, в свою очередь, поглощают аллофикоцианины c максимумом поглощения 650 нм и максимумом излучения 670 нм. Наконец, энергия света, поглощённая фикоэритроцианином, передаётся в реакционный центр фотосинтеза.